# Ram-Man
Ram-Man, ponekad i Ram Man, je izmišljeni lik iz popularne Mattelove franšize Gospodari svemira, koja uključuje akcijske figure, stripove i mini stripove, animirane serijale i igrani film. Jedan je od Herojskih ratnika i bori se uz He-Mana protiv sila zla koje predvodi gospodar uništenja Skeletor. Prikazan je drugačije od drugih ratnika, kao golemi, ali zdepasti muškarac (u posljednjoj verziji He-Mana i Gospodara svemira (2021.) je žena pod imenom Ram Ma'am) koji ima noge na opruge kojima se može daleko odbaciti te u kombinaciji s jakom i ravnom mentalnom kacigom nokautirati svoje protivnike. Pojavljuje se u više animiranih serijala: He-Man i Gospodari svemira (1983. – 1985.), He-Man i Gospodari svemira (2002. – 2003.), Gospodari svemira: Otkriće (2021.) i He-Man i Gospodari svemira (2021. – 2022.).

## Povijest lika
Ram-Man je u početku bio samotnjak koji je iz nepovjerenja prema ljudima od kojih je iskusio samo zlo, napadao svakoga tko bi se približio njegovom posjedu. U jednom trenutku se sukobio s He-Manom, nakon čega je taj sukob i Ram-Manovu zbunjenost iskorisito zli Skeletor kako bi ga naveo da napadne Dvorac Siva Lubanja za njega. Naposljetku je Ram-Man ipak shvatio da je He-Man pozitivac, a Skeltor zlikovac te se pridružio Herojskim ratnicima u obrani Eternije i Dvorca Siva Lubanja.
Dobar je, iako zna biti nagle naravi, a pomalo je i spor u zaključivanju te voli zabavu i dobru hranu. Dobar prijatelj mu je Stratos.

## Originalni mini stripoviGospodari svemira
Ram-Man se prvi put pojavio 1982. godine u drugom valu originalnih mini stripova, u mini stripu pod nazivom He-Man susreće Ram-Mana. Ram-Man je bio samotnjak bez povjerenja u ljude koji je svim silama štitio svoj posjed. Jednom prilikom je He-Man naišao na njega, a ljutiti Ram-Man ga je napao te ga je He-Man bio prisiljen fizički savladati. Nakon što ga je savladao nastavio je dalje po hitnom zadatku ostavivši Rama-Mana u uvjerenju da je zlikovac. Njegovu zbunjenost iskoristio je Skeletor te ga je uvjerio da He-Man živi u Dvorcu Siva Lubanja i zatražio od njega da mu pomogne protiv He-Mana.
U jednom trenutku je Božanska ratnica (ranija verzija Čarobnice Dvorca Siva Lubanja, koja sliči na Teelu) osjetila da Skeletor i Beast Man uz pomoć Ram-Mana napadaju Dvorac Siva Lubanja te je zatražila pomoć od svog prvaka He-Mana, koji je upravo savladao opasnog protivnika koji je prijetio jednom mirnom selu. Ram-Man se iscrpio razbijajući glavom vrata Dvorca Siva Lubanja, zbog čega ga je Skeletor dodatno osnažio svojim magijskim moćima. U tom trenutku pojavio se He-Man i Ram-Man je shvatio da je Skeletor zapravo zlikovac koji ga iskorištava za svoje interese te je pomogao He-Manu protiv Skeletora i Beast Mana i naposljetku se sprijateljio s He-Manom.

## Televizijska adaptacija lika

### Gospodari svemira: Otkriće (2021.)
Ram-Man se vrlo rijetko pojavljuje u Netflixom animiranom serijalu Gospodari svemira: Otkriće (2021.), koji predstavlja kontinuitet originalne priče iz animiranog serijala He-Man i Gospodari svemira (1983. – 1985.).

### He-Man i Gospodari svemira (2021.)
U ovom Netflixovom serijalu iz 2021. godine namjenjenom mlađim uzrastima, Ram-Man je zapravo djevojka imenom Krass'tine koja se pomoću Mača moći preobražava u Ram-Ma'am. Zajedno s mladim Adamom bila je članica Tigrova plemena, a poslije se pridružila Adamu, odnosno njegovom alter egu He-Manu u borbi protiv Adamovog strica, princa Keldora kojega su zle moći preobrazile u Skeletora.
Često je nezadovoljna što Adam zanemaruje Tigrovo pleme i htjela bi da Adam odustane od junaštva i vrati se s njome natrag kući. U jednom trenutku pada pod utjecaj poraženog i fizički eliminiranog Skeletora koji je opsjeda i navodi na zlo.

## Sposobnosti, oružje i moći
Posjeduje veoma čvrstu kacigu i opružne noge te uz pomoć tih sposobnosti napada protivnike obarajući ih udarcem glavom. Vrlo rijetko ima problema zbog jakog udaranja glavom u protivnike ili čvrste predmete. Nije poznato odakle mu snaga i moći, niti jesu li mu noge izmjenjene kibernetskom tehnologijom.

## Vanjske poveznice
- Ram Man – he-man.fandom.com (engl.)
- Ram Man (Filmation) – he-man.fandom.com (engl.)